# Нелинген
Нелинген (њем. Nellingen) општина је у њемачкој савезној држави Баден-Виртемберг. Једно је од 55 општинских средишта округа Алб-Донау-Крајс. Према процјени из 2010. у општини је живјело 1.896 становника. Посједује регионалну шифру (AGS) 8425084.

## Географски и демографски подаци
Нелинген се налази у савезној држави Баден-Виртемберг у округу Алб-Донау-Крајс. Општина се налази на надморској висини од 684 метра. Површина општине износи 35,8 km². У самом мјесту је, према процјени из 2010. године, живјело 1.896 становника. Просјечна густина становништва износи 53 становника/km².